# Melodi Grand Prix 2025
La sessantatreesima edizione del Melodi Grand Prix si è svolta il 15 febbraio 2025 presso l'Oslo Spektrum di Oslo e ha selezionato il rappresentante della Norvegia all'Eurovision Song Contest 2025 a Basilea, in Svizzera.
Il vincitore è stato Kyle Alessandro con Lighter.

## Organizzazione
Il 3 luglio 2024 l'emittente radiotelevisiva pubblica Norsk rikskringkasting (NRK) ha confermato la partecipazione della Norvegia all'Eurovision Song Contest 2025. Il successivo 6 agosto è stata annunciata l'organizzazione della 63ª edizione del Melodi Grand Prix (MGP), competizione musicale tradizionalmente utilizzata per la scelta del rappresentante nazionale; a partire dal giorno stesso l'emittente ha dato la possibilità agli aspiranti autori di inviare i propri brani entro il 1º settembre, con la condizione che l'artista principale e almeno uno dei compositori fossero cittadini norvegesi. Inoltre, NRK ha collaborato con varie etichette discografiche nazionali per individuare potenziali partecipanti e ha promosso diversi laboratori musicali rivolti ad aspiranti autori e compositori.
L'evento si è svolta in un'unica serata il 15 febbraio 2025 presso l'Oslo Spektrum nella capitale norvegese e ha visto 9 partecipanti contendersi l'opportunità di rappresentare la Norvegia all'Eurovision Song Contest. I risultati sono stati decisi da una combinazione di 10 giurie internazionali da 5 membri ciascuna e voto del pubblico, con un peso rispettivamente del 40% e del 60% sul risultato.

## Partecipanti
I nove partecipanti, valutati inizialmente attraverso una serie di sessioni di ascolto e successivamente tramite audizioni dal vivo di fronte a una giuria di esperti del settore, sono stati annunciati il 16 gennaio 2025.
Tra i concorrenti figurano le Bobbysocks, vincitrici dell'Eurovision Song Contest 1985, e i Wig Wam, rappresentanti della Norvegia all'Eurovision Song Contest 2005.
Angelina Jordan avrebbe dovuto partecipare alla selezione, ma ha comunicato il suo ritiro poco dopo lo scoppio dei disastrosi incendi boschivi a Los Angeles, sua città di residenza; al suo posto è stato selezionato Sondrey come artista di riserva. A ridosso della pubblicazione dell'elenco ufficiale dei partecipanti, anche Lavrans Svendsen ha deciso di ritirarsi dalla gara per motivi personali. Data l'impossibilità di trovare un sostituto in tempo, la competizione ha avuto 9 finalisti anziché dei 10 inizialmente pianificati.
| Artista          | Titolo                  | Lingua  | Compositori                                                                                          |
| ---------------- | ----------------------- | ------- | --- |
| Angelina Jordan  | —                       | —       | — |
| Bobbysocks       | Joyful                  | Inglese | Elisabeth Andreassen, Hanne Krogh                                                                    |
| Kyle Alessandro  | Lighter                 | Inglese | Kyle Alessandro, Adam Woods                                                                          |
| Ladybug          | Hot as Hell in Paradise | Inglese | Iris Severine Mikalsen, Jonas Holteberg Jensen, Anderz Wrethov, Thomas Stengaard                     |
| Lavrans Svendsen | —                       | —       | — |
| LLL              | Parasite                | Inglese | Olli Äkräs, Nora Foss al-Jabri, Ben Adams, Jim Bergsted                                              |
| Nataleen         | The Game                | Inglese | Madeleine "Nataleen" Tverberg, Julie Aagaard, Henning Olerud, Stanley Ferdinandez, Kjersti Sleveland |
| Nora Jabri       | Sulale                  | Inglese | Emma Louise Gale, Ovidiu "Ovi" Jacobsen, Ola Frøyen, Nora Foss al-Jabri                              |
| Sondrey          | Vagabond                | Inglese | Sondre Mulongo Nystrømno, Magnus Emaka Einang                                                        |
| Tone Damli       | Last Song               | Inglese | Sophie Tweed Simons, Kristoffer Tømmerbakke, Erik Smaaland, Yoshi Breen                              |
| Wig Wam          | Human Fire              | Inglese | Åge Sten Nilsen, Trond Holter, Bernt Jansen                                                          |

## Finale
La finale si è tenuta il 15 febbraio 2025 presso l'Oslo Spektrum di Oslo ed è stata presentata da Markus Neby, Marte Stokstad e Tete Lidbom. L'ordine d'esibizione è stato reso noto il 9 febbraio 2025.
Kyle Alessandro è stato proclamato vincitore trionfando sia nel televoto che nel voto della giuria.
| # | Artista         | Titolo                  | Punteggio | Punteggio | Punteggio | Posizione |
| # | Artista         | Titolo                  | Giuria    | Televoto  | Totale    | Posizione |
| - | --------------- | ----------------------- | --------- | --------- | --------- | --------- |
| 1 | Tone Damli      | Last Song               | 24        | 63        | 87        | 5         |
| 2 | Sondrey         | Vagabond                | 38        | 17        | 55        | 7         |
| 3 | Nora Jabri      | Sulale                  | 55        | 19        | 74        | 6         |
| 4 | Wig Wam         | Human Fire              | 25        | 68        | 93        | 4         |
| 5 | LLL             | Parasite                | 36        | 18        | 54        | 8         |
| 6 | Kyle Alessandro | Lighter                 | 118       | 189       | 307       | 1         |
| 7 | Nataleen        | The Game                | 86        | 104       | 190       | 2         |
| 8 | Ladybug         | Hot as Hell in Paradise | 19        | 32        | 51        | 9         |
| 9 | Bobbysocks      | Joyful                  | 29        | 135       | 164       | 3         |

| Brano                   | DNK | GEO | LUX | FIN | ISL | HRV | AUS | SWE | UKR | GBR | Totale |
| ----------------------- | --- | --- | --- | --- | --- | --- | --- | --- | --- | --- | ------ |
| Last Song               |     |     |     |     | 8   | 2   | 6   | 8   |     |     | 24     |
| Vagabond                | 2   | 8   |     | 10  | 2   | 6   | 4   | 4   | 2   |     | 38     |
| Sulale                  | 8   | 2   | 8   | 6   | 10  | 10  | 1   |     | 6   | 4   | 55     |
| Human Fire              | 1   | 4   | 6   | 1   | 1   |     | 2   |     | 4   | 6   | 25     |
| Parasite                | 4   |     | 2   | 4   | 4   | 1   | 10  | 1   | 8   | 2   | 36     |
| Lighter                 | 12  | 12  | 12  | 12  | 12  | 12  | 12  | 12  | 10  | 12  | 118    |
| The Game                | 10  | 10  | 10  | 2   | 6   | 8   | 8   | 10  | 12  | 10  | 86     |
| Hot as Hell in Paradise |     | 1   | 4   |     |     | 4   |     | 2   |     | 8   | 19     |
| Joyful                  | 6   | 6   | 1   | 8   |     |     |     | 6   | 1   | 1   | 29     |